# デービッド・デューク
デービッド・アーネスト・デューク（David Ernest Duke、1950年7月1日 - ）は、アメリカ合衆国の白人国家主義者、政治家、反ユダヤ主義の陰謀論者、ホロコースト否認論者、クー・クラックス・クランの元最高幹部（インペリアル・ウィザード）。

## 来歴
共和党員のルイジアナ州下院議員を経て、1988年アメリカ合衆国大統領民主党予備選と1992年アメリカ合衆国大統領共和党予備選の候補になった。デュークはルイジアナ州上院議員、アメリカ合衆国上院、アメリカ合衆国下院、ルイジアナ州知事の選挙で不成功に終わった。
デュークは連邦準備銀行、アメリカ合衆国連邦政府、メディアに対するユダヤ人の支配を主張している。彼は、彼が考える西洋文化と伝統的キリスト教の家族価値、アメリカ合衆国内国歳入庁の廃止、自発的な人種隔離、反共主義、白人分離主義を支持している。